# Mr. Books
Mr. Books es una cadena de librerías de Ecuador creada en 1998 en Quito y que forma parte de la Corporación Favorita. Junto con Libri Mundi, cadena de librerías de propiedad del mismo grupo empresarial, contaban con 11 locales a nivel nacional en 2020.
Para 2005, la cadena se había convertido en la de mayor ventas de libros en Ecuador. Entre sus locales más grandes se cuentan la matriz, ubicada en Quito y con una extensión 380 metros cuadrados, así como el local de Guayaquil ubicado en Mall del Sol, con una extensión de 450 metros cuadrados y que al momento de su inauguración se convirtió en la librería más grande de la ciudad.
La cadena cuenta con sucursales en Quito, Guayaquil, Samborondón, Manta y Ambato. Además de venta de libros, realiza actividades como talleres de lectura para niños y encuentros con escritores. Cuenta también con una aplicación móvil y un sitio web para venta de libros en línea.